# Gurkhan
Gurkhan fou el títol dels sobirans suprems kara-khitay entre 1130 i 1218. El títol gurkan deriva segurament de la paraula turca gür (mongol kür) que vol dir "llarg" i "general" i es traduiria per "Rei Llarg".
El sobirà leiao occidental Yeh Lü Ta-che va governar des de vers el 1130 al 1142 i fou el primer gurkhan. Després de dominar tres kanats karakhànides orientals va atacar als occidentals de la Transoxiana i darrere aquest el kanat seljúcida governat per Sandjar del Khurasan. El maig o juny del 1137 va derrotar a Khodjand (a Fergana) al Karakhànida de Samarcanda, Rokn al-Din Mahmud. Sandjar va córrer en ajut del seu vassall però fou al seu torn derrotat a Qatwan (Katwan), al nord de Samarcanda (9 de setembre de 1141). Bukharà i Samarcanda van passar a la sobirania del gur-khan, que va deixar subsistir a la segona d'aquestes ciutats, a títol de vassalls, una branca karakhànida. El mateix 1141 els kara-khitai van envair Coràsmia, i el sobirà local, Atsiz, es va haver de reconèixer vassall i pagar tribut. Les seves victòries van inspirar la llegenda del Preste Joan (assimilant gurkhan a Joan).
El 1178 Ye-liu Tche-lu-ku, després d'una regència, va assolir personalment el govern com a gurkhan (1178-1211) de l'imperi Kara Khitai. A l'estat kara khitai s'havia refugiat Kutchlug, fill de Tayang el kan dels naimans mongols. L'acompanyaven fidels naiman i alguns markit; aquestos es van anar a instal·lar a Uigúria però en foren expulsats pel sobirà dels uigurs; en canvi Kutchlug fou acollit al país kara khitai per Tche lu-ku, a Balasagun, i li va donar la mà de la seva filla (1208). Kutchlug aviat va planejar usurpar el tron del seu sogre i es va aliar a un dels vassalls d'aquest, el xa de Coràsmia Muhàmmad de Coràsmia; l'objectiu era enderrocar al sobirà i repartir-se els territoris kara khitai; el 1210 el xa de Coràsmia es va revoltar i va atacar territori dels kara-khitai; aquestos van contraatacar i van ocupar el kanat karakhànida de Samarcanda, vassall de Coràsmia, però mentre Kutchlug es va revoltar a la zona de l'Ili, va entrar a Uzkend on el gurkhan tenia el seu tresor i es va dirigir contra Balasagun; el gurkhan el va anar a combatre i el va derrotar prop de Balasagun, però al mateix temps el seu general Tayanqu era derrotat pel xa de Coràsmia prop de Talas, i fet presoner. L'exèrcit kara-khitai es va replegar cap a Balasagun però els habitants, turcs d'origen, els van tancar les portes; els soldats kara-khitai van conquerir la ciutat a l'assalt i la van saquejar. Però en el mig d'aquesta anarquia, Tche-lu-ku va ser fet presoner per Kutchlug (1211); el va tractar amb deferència i fins a la seva mort el 1213 el va considerar el nominal sobirà (gurkhan), però Kutchlug va assolir personalment les regnes del poder efectiu que va conservar (amb títol de gurkhan després del 1213) fins al 1218 quan Genguis Kan va decidir enviar contra ell al general Djebé (Fletxa), amb 20000 homes. En principi fou enviat per protegir Amaligh (atacada per Kutchlug) però quan hi va arribar ja Kutchlug s'havia retirat cap a la Kashgària. Balasagun i totes les ciutats de l'actual regió de Semirechie, van obrir les portes al general mongol. Kutchlug va fugir cap al Pamir però fou atrapat i mort a la vora del riu Sariq-qol i fou el darrer gurkhan.